# Пробудження (Джанкойський район)
Пробу́дження (до 1945 року — Курт-Ічкі, крим. Qurt İçki) — село Джанкойського району Автономної Республіки Крим. Населення становить 55 осіб. Орган місцевого самоврядування — Луганська сільська рада. Розташоване на заході району.

## Географія
Пробудження — маленьке село на північному заході району, у степовому Криму, висота над рівнем моря — 19 м. Сусідні села: Луганське за 2,5 км на південь та Тутове — за 3 км на захід. Відстань до райцентру — близько 21 кілометри, найближча залізнична станція — Богемка (на лінії Джанкой-Армянськ) — близько 7 км.

## Історія
Німецьке менонітсько-лютеранське селище Ебенфельд (в перекладі — рівне поле) в урочищі, званому Курт-Ічкі — це назва в урешті-решт закріпилася, було засновано колоністами на 602 десятинах землі в 1880 році в Ішунській волості Перекопського повіту. Згідно  «Пам'ятною книзі Таврійської губернії 1889 року» , за результатами Х ревізії 1887 року в селі Курт-Ічкен значилося 8 дворів і 38 мешканців. Після земської реформи 1890 року село віднесли до Богемської волості.
Після встановлення в Криму Радянської влади, за постановою Кримревкома від 8 січня 1921 року № 206 «Про зміну адміністративних кордонів» була скасована волосна система і в складі Джанкойського повіту був створений Джанкойський район і село включили до його складу. Згідно Списку населених пунктів Кримської АРСР за Всесоюзним переписом від 17 грудня 1926 року, Курт-Ічкі, з населенням 172 людини, з яких було 170 німців, був центром скасованої до 1940 року Курт-Ічкінської сільради Джанкойського району .
Незабаром після початку Німецько-радянської війни, 18 серпня 1941 року кримські німці були виселені, спочатку в Ставропольський край, а потім в Сибір і північний Казахстан. Після звільнення Криму від німців в квітні 12 серпня 1944 року було прийнято постанову № ГОКО-6372с «Про переселення колгоспників в райони Криму» та у вересні 1944 року в район приїхали перші новосели (27 сімей) з Кам'янець-Подільської та Київської областей, а на початку 1950-х років пішла друга хвиля переселенців з різних областей України.
Указом Президії Верховної Ради Російської РФСР від 18 травня 1948 року, Курт-Ічкі перейменували в Пробудження.

## Населення
Згідно з переписом УРСР 1989 року чисельність наявного населення села становила 62 особи, з яких 26 чоловіків та 36 жінок.
За переписом населення України 2001 року в селі мешкало 55 осіб.

### Мова
Розподіл населення за рідною мовою за даними перепису 2001 року:
| Мова              | Відсоток |
| ----------------- | -------- |
| кримськотатарська | 61,82 %  |
| російська         | 34,55 %  |
| українська        | 3,64 %   |